# Smilla Sundell
Smilla Sundell (även kallad The Storm och The Hurricane, thai: สมิลลา ซันเดลล์), född 12 november 2004 är en svensk Muay Thai-utövare, kickboxare och mixed martial arts-utövare.

## Karriär
Sundell började att träna Muay Thai på Yodyut Muaythai Gym i Koh Samui när hon var 12 år gammal. 2019 flyttade hon till Pattaya och började träna professionellt på Fairtex Training Center Pattaya. När hon var 16 år skrev hon på för ONE Championship där hon gjorde sin debut 25 februari 2022 mot Diandra Martin och vann på TKO. Den 23 april 2022 gick hon en match mot Jackie Buntan om mästarbältet och vann via domslut. Hon är rankad som etta även hos WBC Muay Thai där mästarbältet för närvarande är vakant.

## Tävlingsfacit
Källa:
|      | Datum    | Resultat | Poäng/KO/TKO | Motståndare             | Arena                       |                                               |
| ---- | -------- | -------- | ------------ | ----------------------- | --------------------------- | --------------------------------------------- |
| 2017 | Mars 21  | N/A      |              | Sarika                  | Chaweng Stadium             |                                               |
|      | April 4  | Vinst    | KO           | N/A                     | N/A                         |                                               |
|      | April 7  | Vinst    | KO           | N/A                     | Chaweng Stadium             |                                               |
|      | Maj 27   | Vinst    |              | Nongmaiy Phetsopa       | Chaweng Stadium             |                                               |
|      | Juli 14  | N/A      |              | N/A                     | N/A                         |                                               |
|      | Sept 17  | N/A      |              | N/A                     | Samui International Stadium |                                               |
|      | Okt 14   | Vinst    | TKO          | N/A                     | Phetchbuncha Samui Stadium  |                                               |
|      | Nov 17   | Vinst    | TKO          | N/A                     | N/A                         |                                               |
|      | Dec 22   | Vinst    | TKO          | N/A                     | N/A                         |                                               |
|      |          |          |              |                         |                             |                                               |
| 2018 | Jan 9    | Vinst    | Poäng        | N/A                     | Chaweng Stadium             |                                               |
|      | Jan 21   | Vinst    | Poäng        | Nongja Chor.ratchada    | Chaweng Stadium             |                                               |
|      | Feb 26   | Förlust  | Poäng        | N/A                     | N/A                         |                                               |
|      | Mars 13  | Vinst    | Poäng        | N/A                     | N/A                         |                                               |
|      | April 4  | Vinst    | KO           | N/A                     | N/A                         |                                               |
|      | April 19 | Vinst    | Poäng        | N/A                     | N/A                         |                                               |
|      | Maj 11   | Vinst    | TKO          | Nanzy                   | Chaweng Stadium             |                                               |
|      | Juni 8   | Vinst    | Poäng        | N/A                     | Samui International Stadium | Samui championship belt - 50kg                |
|      | Juli 3   | Vinst    | TKO          | N/A                     | Chaweng Stadium             |                                               |
|      | Aug 4    | Förlust  | Poäng        | N/A                     | N/A                         |                                               |
|      | Aug 16   | Vinst    | TKO          | N/A                     | Nongja Chor.ratchada        |                                               |
|      | Aug 23   | Vinst    | TKO          | N/A                     | Chiang Mai Stadium          |                                               |
|      | Aug 30   | Vinst    | TKO          | N/A                     | Samui International Stadium |                                               |
|      | Sept 21  | Vinst    | TKO          | N/A                     | Chaweng Stadium             |                                               |
|      | Sept 28  | Vinst    | TKO          | Phetchompuu             | Khao Lak Stadium            |                                               |
|      | Nov 14   | Vinst    | Poäng        | N/A                     | MBK Bangkok                 |                                               |
|      | Dec 7    | Vinst    | TKO          | N/A                     | Nakhon Pathom               |                                               |
|      | Dec 20   | Vinst    | TKO          | N/A                     | Samui International Stadium |                                               |
|      |          |          |              |                         |                             |                                               |
| 2019 | Feb 3    | Vinst    | TKO          | N/A                     | N/A                         |                                               |
|      | Mars 16  | Förlust  | Poäng        | N/A                     | N/A                         |                                               |
|      | Maj 23   | Vinst    | TKO          | N/A                     | Bangla stadium              |                                               |
|      | Juli 26  | Vinst    | TKO          | N/A                     | Chaweng Stadium             |                                               |
|      | Sept 7   | Vinst    | TKO          | N/A                     | Nong Biew                   | WBC bantamweight International Muaythai Title |
|      | Sept 19  | Vinst    | KO           | Nongjoy Sor.kanjana     | Samui International Stadium |                                               |
|      | Nov 14   | Vinst    | TKO          | N/A                     | MBK Bankok                  |                                               |
|      | Nov 29   | Vinst    | Poäng        | N/A                     | N/A                         |                                               |
|      |          |          |              |                         |                             |                                               |
| 2020 | Feb 29   | Vinst    | Poäng        | Nicola Callander        | Rogue Muay Thai             |                                               |
|      | Sept 6   | Vinst    | KO           | Ponpan Por.Muengpetch   | Super Champ                 |                                               |
|      | Okt 25   | Vinst    | Poäng        | Sawsing Sor Sopit       | Super Champ                 |                                               |
|      | Dec 13   | Vinst    | Poäng        | Fahseethong Sitzoraueng | Super Champ                 |                                               |

| Matcher   | Vunna | Förlorade |
| --------- | ----- | --------- |
| Totalt    | 39    | 5         |
| KO/TKO    | 22    | 0         |
| Oavgjorda | 1     | 1         |

### ONE Championship
| Matcher | Datum    | Resultat | Poäng/KO/TKO | Motståndare    | Arena                    |                                              |
| ------- | -------- | -------- | ------------ | -------------- | ------------------------ | -------------------------------------------- |
| 2022    | Feb 25   | Vinst    | KO           | Diandra Martin | Singapore Indoor Stadium |                                              |
| 2022    | April 22 | Vinst    | Poäng        | Jackie Buntan  | Singapore Indoor Stadium | ONE Strawweight Muay Thai World Championship |